# Banque de France

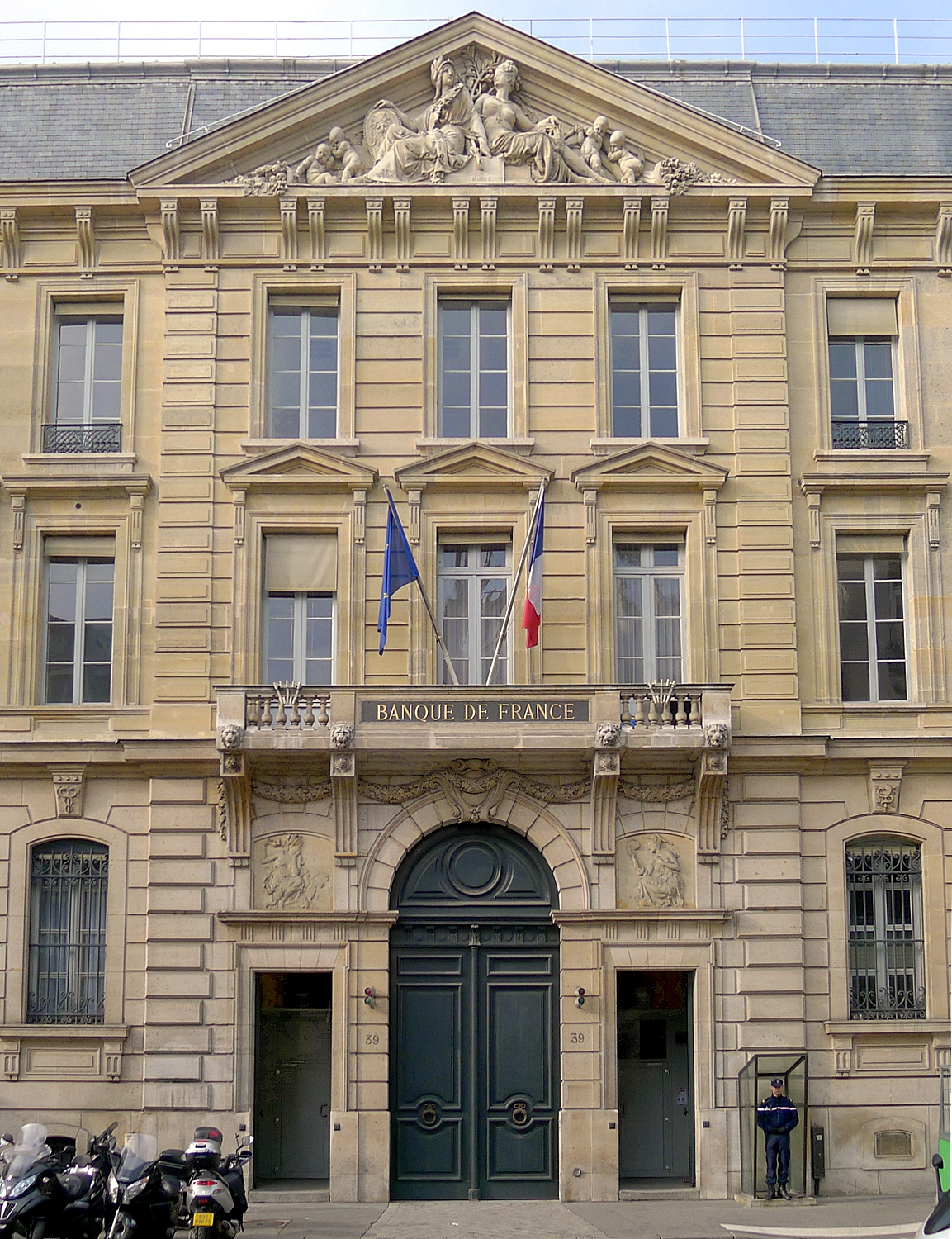
Franska centralbankens högkvarter i Paris

Banque de France (svenska: Frankrikes bank) är Frankrikes centralbank. Banken är kopplad till ECB och är en del av Europeiska centralbankssystemet. Den gav tidigare ut fransk franc. Banken har 2435 ton guld, vilket är femte största guldreserven.

## Historia
Bankens historia sträcker sig tillbaka till år 1716 då John Law öppnade banken Banque Generale. År 1718 köptes Banque Generale upp av regeringen och bytte namn till Banque Royale, "Kungliga banken".
Under franska revolutionen sjönk värdet på den franska valutan i snabb takt. Katolska kyrkans egendom, liksom adelns och andra förmögna medborgares, konfiskerades. År 1790 beslöt Frankrikes nationalförsamling att ge ut en ny sorts sedlar, assignater, vars värde skulle garanteras av den av staten konfiskerade egendomen. Massutgivning av dessa sedlar gjorde dock att även deras värde sjönk och förtroendet för valutan försvann, trots att man förbjöd bruket av mynt för att stärka sedlarnas värde.
18 januari 1800 beslutade förste konsul Napoleon Bonaparte att grunda en nationalbank i syfte att råda bot på recessionen. Banken var dock begränsad till Paris och fortsatt utsatt för konkurrens av andra privata banker. Kontrollen över den gavs till inflytelserika bankirfamiljer. 1803 fick banken monopol på att trycka sedlar i Frankrike och 1808 öppnades kontor i alla större städer. Banque de France nationaliserades först åren 1936-1945. Banken är sedan 1993 oavhängig regeringsmakten. 
Sedan 1811 ligger banken i en byggnad kallad Hôtel de Toulouse, i Paris första arrondissement på Rue Croix-des-Petits-Champs N° 39. Den har en organisationsform som heter Institution créée par la loi, institution skapad av lag. Banken har kring 12 000 anställda.

## Ledande befattningshavare
- Christian Noyer (f 1950), sedan 2003 centralbankschef.
- Anne Le Lorier
- Robert Ophèle